# Akromegalie
Akromegalie je hormonální porucha, která se projevuje nadměrnou produkcí růstového hormonu somatotropinu v hypofýze, která neutichla ani v období dospělosti. Dochází při ní ke zvětšení koncových částí těla (nejčastěji článků prstů, nosu, brady, dolní čelisti, lícní kosti), ale i vnitřních orgánů, což negativně ovlivňuje celý organismus a může být příčinou vážných zdravotních komplikací. Nejčastější příčinou je nádor hypofýzy, ojediněle ji však způsobuje i tumor slinivky nebo plic. Nenápadné začátky a pomalý postup nemoci způsobuje její pozdní odhalení. Obvykle postihuje dospělé ve středním věku a může způsobit vážné zdravotní problémy, dokonce i předčasnou smrt. Nejedná se o dědičnou chorobu. Příčinou je spontánní mutace po porodu. Je tedy možné, že jedno z jednovaječných dvojčat bude trpět akromegalií, ale druhé ne.
U žen způsobuje nepravidelnost menstruačního cyklu a může vyvolat laktaci i u negravidní ženy.

## Příčiny
Akromegalie je hormonální porucha způsobená nadměrnou tvorbou růstového hormonu v dospělosti. Tento hormon vytváří a následně vylučuje orgán uložený na spodní části mozku – podvěsek mozkový neboli hypofýza. Ta má podobu váčku spojeného stopkou s mozkem. Růstový hormon ovlivňuje celou řadu procesů v lidském těle. Především v období dospívání je nepostradatelný pro pozitivní vliv na růst kostí. V dospělosti se podílí například na tvorbě kostní a svalové hmoty, správném fungování srdečního svalu nebo na průběhu metabolismu cukrů, tuků a bílkovin. Zároveň stimuluje zadržování vody v organismu. Pokud je ale růstový hormon v dospělosti vylučován v nadbytku, způsobuje zvětšování koncových částí těla (rukou, nohou, čelisti), vnitřních orgánů člověka a vede ke změnám metabolismu a k poškození organismu na různých úrovních. Akromegalie je vzácné onemocnění, za 1 rok se objeví přibližně 2–4 nové případy na 1 000 000 obyvatel (incidence).

## Příznaky
K příznakům akromegalie patří zmohutnění lícních kostí a nadočnicových oblouků, zmohutnění dolní čelisti, nadměrný růst rukou a nohou, především do šířky, zvětšování uší, nosu, rtů, jazyka, nadměrná tvorba potu a kožního mazu. Pacienti s akromegalií mívají zvýšený krevní tlak, poruchy funkce srdečního svalu, předčasný výskyt aterosklerózy, může se u nich vyskytovat diabetes mellitus. Mezi endokrinologické projevy akromegalie řadíme nepravidelnou menstruaci, problémy s potencí, poruchy štítné žlázy. Neurologické poruchy u akromegalie mohou zahrnovat syndrom karpálního tunelu, bolesti hlavy, syndrom spánkové apnoe (chrápání s poruchami dýchání).

## Diagnostika akromegalie
Akromegalie je léčitelná choroba. Důležité je nepodcenit příznaky a začít se léčit včas. Akromegalie způsobuje řadu dalších poruch a vede ke zvýšené nemocnosti a úmrtnosti pacientů. Diagnostika akromegalie spočívá v odhalení klinických příznaků
a potvrzujeme jí laboratorními vyšetřeními. Výsledek krevního vzorku pacienta ukáže na přítomnost zvýšené koncentrace růstového hormonu a inzulínu podobného růstového faktoru-I (IGF-I). Při hledání příčiny nadprodukce růstového hormonu se nejčastěji prokáže nezhoubný nádor podvěsku mozkového – adenom hypofýzy. K zobrazení hypofýzy používáme nejčastěji magnetickou rezonanci. Součástí diagnostiky musí být i odhalení přidružených poruch.

## Léčba akromegalie
Akromegalie je léčitelná choroba. V případě, že není léčena, může výrazně snížit kvalitu a zkrátit délku života. Postižení se plně rozvíjí až po mnohaletém nadměrném působení růstového hormonu. Uvádí se, že u pacientů nad 50 let se průměrná doba od prvních příznaků do stanovení diagnózy pohybuje mezi 5–10 lety.

### Léčebné metody
- neurochirurgická léčba, kdy se odstraní nádor na podvěsku mozkovém. Ve více než polovině případů se podaří odstranit celý nádor a dochází k úspěšnému vyléčení.
- pomocí Leksellova gama-nože. Pokud operativní zákroky nejsou úspěšné, mohou lékaři přistoupit k ozáření zbytku adenomu hypofýzy Leksellovým gamanožem, jenž umožňuje velmi přesné zaměření nádoru či jeho zbytku, s minimálním rizikem poškození okolních tkání.
- medikamentózní léčba, během níž se používá několik typů léků. Patří mezi ně léky, které tlumí buď sekreci růstového hormonu nebo blokují jeho biologický účinek (agonisté dopaminu, analoga somatostatinu) růstového hormonu. Často je nutné různé druhy léčby kombinovat.

Včas zahájená léčba snižuje výskyt komplikací, zlepšuje nebo úplně odstraňuje některé časné příznaky onemocnění, zvyšuje kvalitu a prodlužuje délku života.
V České republice se léčbou akromegalie zabývají čtyři odborná centra:
- Všeobecná fakultní nemocnice v Praze, III. interní klinika
- Fakultní nemocnice Hradec Králové, II. Interní klinika
- Fakultní nemocnice u sv. Anny v Brně, II. Interní klinika
- Fakultní nemocnice Olomouc, III. interní klinika

## Slavní akromegalici
- Karel II. Habsburský – španělský král
- Maurice Tillet – díky posmrtné masce tohoto profesionálního zápasníka, který ovládal 14 jazyků, mohla vzniknout celosvětově známá kreslená postavička Shreka
- Carel Struycken – sluha z hororové komedie Adamsova rodina
- Richard Kiel – padouch v bondovkách Špion, který mě miloval a Moonraker
- Sergej Rachmaninov – slavný ruský hudební skladatel
- André the Giant – slavný wrestler, který měřil 228 cm, díky této nemoci byl více než 10 let neporažen, zemřel předčasně, hrál dokonce i v několika holywoodských filmech
- Neil McCarthy – britský herec, představitel satyra Caliba ve filmu Souboj titánů

## Kulturní význam
- Akromegalie je ústředním tématem ekologického hororu z roku 1972 Osudová hlídka (Doomwatch).[2]